# Genista verae
Genista verae là một loài thực vật có hoa trong họ Đậu. Loài này được Juz. miêu tả khoa học đầu tiên.